# Don’t Mess Up My Tempo
Don’t Mess Up My Tempo – piąty koreański album studyjny grupy EXO, wydany 2 listopada 2018 roku przez wytwórnię SM Entertainment. Został wydany w czterech edycjach: „Vivace”, „Allegro”, „Moderato” i „Andante”. Głównym singlem albumu jest „Tempo”. Zdobył certyfikat Million w kategorii albumów.
Album został poszerzony o trzy nowe utwory i wydany ponownie 13 grudnia 2018 roku pod nowym tytułem Love Shot. Płytę promował singel „Love Shot”. Zdobył certyfikat 2xPlatinum w kategorii albumów.
Album Don’t Mess Up My Tempo sprzedał się w ilości 1 452 030 egzemplarzy, a Love Shot sprzedał się w ilości 499 849 egzemplarzy (stan na grudzień 2018 r.).

## Lista utworów

### Don’t Mess Up My Tempo
| CD  | CD                                                                        | CD                          | CD                                                                                                | CD                                 | CD      |
| Nr  | Tytuł utworu                                                              | Tekst                       | Kompozycja                                                                                        | Aranżacja                          | Długość |
| --- | ------------------------------------------------------------------------- | --------------------------- | ------------------------------------------------------------------------------------------------- | ---------------------------------- | ------- |
| 1.  | „Tempo”                                                                   | JQ, PENOMECO, Yoo Young-jin | Jamil "Digi" Chammas, Leven Kali, Amanda Salsabila, Tay Jasper, Adrian Mckinnon, MZMC             | Jamil "Digi" Chammas               | 3:44    |
| 2.  | „Sign”                                                                    | JQ, Mola (makeumine works)  | Harvey Mason Jr., Kevin Randolph, Patrick J. Que Smith, Dewain Whitmore, Britt Burton, Andrew Hey | Harvey Mason Jr., Kevin Randolph   | 3:13    |
| 3.  | „Daheun sungan (Ooh La La La)” (kor. 닿은 순간 (Ooh La La La))            | Hwang Yoo-bin               | Jamil "Digi" Chammas, Andrew Bazzi, Justin Lucas, Anthony Pavels, MZMC                            | Jamil "Digi" Chammas, Justin Lucas | 3:07    |
| 4.  | „Gravity”                                                                 | Chanyeol, Kim Min-jung      | LDN Noise, Deez, Adrian Mckinnon                                                                  | LDN Noise                          | 3:54    |
| 5.  | „Gakkeum (With You)” (kor. 가끔 (With You))                               | Chanyeol, Kim Min-ji        | Chanyeol, Sons of Sonix, Varren Wade, Aston Merrygold                                             | Sons of Sonix                      | 3:08    |
| 6.  | „24/7”                                                                    | Kenzie                      | Harvey Mason Jr., The Wavys, The Wildcardz, Aaron Berton, Andrew Hey                              | The Wavys, The Wildcardz           | 4:03    |
| 7.  | „Hupogpung (Bad Dream)” (chn. 후폭풍 (Bad Dream))                         | Seo Ji-eum                  | Mike Daley, Mitchell Owens, Bianca “Blush” Atterberry, Deez                                       | Mike Daley, Mitchell Owens         | 3:56    |
| 8.  | „Damage”                                                                  | Shin Jin-hye (Jam Factory)  | LDN Noise, Deez, Adrian Mckinnon                                                                  | LDN Noise                          | 3:29    |
| 9.  | „Yeogi isseulge (Smile On My Face)” (kor. 여기 있을게 (Smile On My Face)) | JQ, Park Ji-hee             | Brian Kennedy, Iain James, Samuel Jensen                                                          | Brian Kennedy                      | 3:38    |
| 10. | „Oasis” (kor. 오아시스 (Oasis))                                           | Jo Yoon-kyung               | Kevin White, Mike Woods, Andrew Bazzi, MZMC                                                       | Rice n' Peas                       | 3:14    |
| 11. | „Tempo” (chn. 节奏 (Tempo))                                               | Arys Chien                  | Jamil "Digi" Chammas. Leven Kali. Tay Jasper. Adrian Mckinnon. MZMC                               | Jamil "Digi" Chammas               | 3:44    |

### Love Shot
| CD  | CD                                                                        | CD                            | CD                                                                                                | CD                                                    | CD      |
| Nr  | Tytuł utworu                                                              | Tekst                         | Kompozycja                                                                                        | Aranżacja                                             | Długość |
| --- | ------------------------------------------------------------------------- | ----------------------------- | ------------------------------------------------------------------------------------------------- | ----------------------------------------------------- | ------- |
| 1.  | „Love Shot”                                                               | Jo Yoon-kyung, Chen, Chanyeol | Mike Woods, Kevin White, Andrew Bazzi, Anthony Russo, MZMC                                        | Rice N' Peas                                          | 3:20    |
| 2.  | „Tempo”                                                                   | JQ, PENOMECO, Yoo Young-jin   | Jamil "Digi" Chammas, Leven Kali, Amanda Salsabila, Tay Jasper, Adrian Mckinnon, MZMC             | Jamil "Digi" Chammas                                  | 3:44    |
| 3.  | „Trauma” (kor. 트라우마 (Trauma))                                         | Jo Yoon-kyung, Chanyeol       | Keynon Moore, Cedric "Dabenchwarma" Smith, Ryan S. Jhun, Danny Jones                              | Cedric 'Dabenchwarma' Smith, Ryan S.Jhun, Danny Jones | 3:42    |
| 4.  | „Wait”                                                                    | Seo Ji-eum                    | Andreas Öberg, Jimmy Burney                                                                       | Andreas Öberg, Jimmy Burney                           | 4:08    |
| 5.  | „Sign”                                                                    | JQ, Mola (makeumine works)    | Harvey Mason Jr., Kevin Randolph, Patrick J. Que Smith, Dewain Whitmore, Britt Burton, Andrew Hey | Harvey Mason Jr., Kevin Randolph                      | 3:13    |
| 6.  | „Daheun sungan (Ooh La La La)” (kor. 닿은 순간 (Ooh La La La))            | Hwang Yoo-bin                 | Jamil "Digi" Chammas, Andrew Bazzi, Justin Lucas, Anthony Pavels, MZMC                            | Jamil "Digi" Chammas, Justin Lucas                    | 3:07    |
| 7.  | „Gravity”                                                                 | Chanyeol, Kim Min-jung        | LDN Noise, Deez, Adrian Mckinnon                                                                  | LDN Noise                                             | 3:54    |
| 8.  | „Gakkeum (With You)” (kor. 가끔 (With You))                               | Chanyeol, Kim Min-ji          | Chanyeol, Sons of Sonix, Varren Wade, Aston Merrygold                                             | Sons of Sonix                                         | 3:08    |
| 9.  | „24/7”                                                                    | Kenzie                        | Harvey Mason Jr., The Wavys, The Wildcardz, Aaron Berton, Andrew Hey                              | The Wavys, The Wildcardz                              | 4:03    |
| 10. | „Hupogpung (Bad Dream)” (chn. 후폭풍 (Bad Dream))                         | Seo Ji-eum                    | Mike Daley, Mitchell Owens, Bianca “Blush” Atterberry, Deez                                       | Mike Daley, Mitchell Owens                            | 3:56    |
| 11. | „Damage”                                                                  | Shin Jin-hye (Jam Factory)    | LDN Noise, Deez, Adrian Mckinnon                                                                  | LDN Noise                                             | 3:29    |
| 12. | „Yeogi isseulge (Smile On My Face)” (kor. 여기 있을게 (Smile On My Face)) | JQ, Park Ji-hee               | Brian Kennedy, Iain James, Samuel Jensen                                                          | Brian Kennedy                                         | 3:38    |
| 13. | „Oasis” (kor. 오아시스 (Oasis))                                           | Jo Yoon-kyung                 | Kevin White, Mike Woods, Andrew Bazzi, MZMC                                                       | Rice n' Peas                                          | 3:14    |
| 14. | „Love Shot” (chn. 宣告 (Love Shot))                                       | Lu Yi Qiu                     | Mike Woods, Kevin White, Andrew Bazzi, Anthony Russo, MZMC                                        | Rice N' Peas                                          | 3:20    |
| 15. | „Tempo” (chn. 节奏 (Tempo))                                               | Arys Chien                    | Jamil "Digi" Chammas. Leven Kali. Tay Jasper. Adrian Mckinnon. MZMC                               | Jamil "Digi" Chammas                                  | 3:44    |